# 単位取得満期退学
満期退学（まんきたいがく）／単位取得後退学（たんいしゅとくごたいがく）・（coursework completed without degree）とは、博士論文の提出・審査合格を経ずに博士課程（博士後期課程）を就業年限以上で退学すること。大学によっては単位取得退学や単位取得満期退学、単位修得退学などと呼ばれ、単位取得退学後に博士論文を提出して合格すれば博士号を取得できる。これには課程外として論文博士になる場合や、所定の年限以内であれば課程博士、それを過ぎれば論文博士になる場合がある。
なお、履歴書には「単位取得退学」や「単位取得後退学」、「単位取得後満期退学」などと記入する。また、文部科学省の学校基本調査では「博士課程修了者」に単位取得退学者を含めているが、アメリカ合衆国にはこの概念はない。日本の人文社会系では課程中に学位を取得せず単位取得退学する場合が多く（詳細は「人文・社会系の特色」節を参照）、博士号取得者を対象とする日本学術振興会の特別研究員PDにおいて、2017年までは「人文学・社会科学分野」に限って単位取得退学者も対象になっていた。

## 日本における傾向

### 博士号の取得状況
日本の博士課程において、ある年度の課程博士授与数を3年前（保健は4年前）の入学者数で割った博士授与率は、1991年度（平成3年度）で人文系4.7%、社会科学系11.0%、工学系78.1%、全分野で64.5％であり、2002年度（平成14年度）では人文系27.0%、社会科学系33.2%、工学系87.7%、全分野では67.3％になっていた（オーバードクターも参照）。一方、修士課程について同様の計算をすると、全分野の授与率は、1991年度で96.2%、2002年度で97.8％であった。
文部科学省の学校基本調査のうち「卒業後の状況調査」では、大学院博士課程について1964年度以降「卒業者のうち満期退学者（当初は「中途退学者」）」を「卒業者」に含めて「博士課程修了者」として調査しており、単位取得退学でも経歴に「博士課程修了」と書く慣例も存在したという。2020年度と2021年度の満期退学・単位取得退学者の割合は、人文科学系で約50%、工学系で約19%となっている。

### 人文・社会系の特色
日本では旧「学位令」に基づく旧制度の博士のころから理科系よりも文科系は博士号取得が難しいといわれていた。戦後の学制改革で導入された課程制大学院でも、理科系では早くから課程博士号を付与していたが、文科系、特に人文科学系の大学院では「博士号はその分野の碩学泰斗の学者に、そのライフワークたる業績に対し、論文博士号として付与されるべきもの」との共通理解が長く存続していた。このため、人文社会科学系では課程博士が稀な存在であり、博士課程修了者の大部分は修了に必要な単位数と年限を満たしてはいるものの、博士論文を提出しないまま修了する満期退学者であった。
アメリカ合衆国の大学院は数多くの中退者の存在を含むシステムであり、「学位を取得せずに課程を修了するという概念」はない。対して日本では、1985年の調査で博士課程修了者のうち学位を取得できたのは、理科系では80%台や90%台であったのに対し、人文系で2.1%、社会系では6.7%であった。教授陣が新制大学卒業者に置き換わった1990年において、東京大学の理科系学部の教授はほぼ全員が博士号を持っていたのに対し、文学部では53名の教授のうち、博士号を持つ者は18名、修士号の者は32名であった。
「満期退学が文系博士課程の特性」と言われることもあり、1989年以前の東京大学大学院人文科学研究科では、大学院生にとって課程博士論文は書かないことが原則で書くことは例外であったという。しかしこうした運用は課程制大学院の趣旨に反するものであることから、文部科学省は、こうした呼称が制度的な裏付けがあるかのような評価をすることを適切ではないとし、人文社会科学系大学院に対して課程博士号の円滑な授与を求め、1974年以降、大学院設置基準や学位規則等を累次改正し、課程制大学院の実質化とそれと連動した学位制度の実現を目指してきた。
この結果、1990年代に入る前後から、人文社会科学系大学院での課程博士授与数が大きく増加した。一例として、東京大学大学院人文科学研究科では1990年（平成2年）まで授与件数が毎年0 - 2件であったところ、1992年（平成4年）15件、1993年（平成5年）31件と増加していった。2019年度（令和元年度）の文部科学省学校基本調査では、文系では「博士課程修了者」における単位取得退学者の割合は約45%になっている。このような人文社会科学系大学院における学位授与率の向上を踏まえ、日本学術振興会は、特別研究員PDにおける「人文学・社会科学分野」に限り単位取得退学者も対象とする処置を、2018年度以降に廃止した。

### 退学後の学位取得
単位取得退学後に博士論文を提出して合格すれば、博士の学位を取得できる。これには論文博士になる場合や、所定の年限以内であれば課程博士、それを過ぎれば論文博士になる場合がある。なお、1957年（昭和32年）の文部省通達に「大学院在学の最高年限は、最低在学年限の二倍の範囲内において大学が定めるものとす」とあることが博士論文提出期限の根拠と言われ、ほとんどの大学では在学期間の延長も可能である（オーバードクターも参照）。
東北大学大学院情報科学研究科や広島大学大学院総合科学研究科の場合は、単位取得退学後1年以内の博士論文提出・審査申請であれば課程博士扱いであり、大阪大学大学院医学系研究科であれば単位取得退学後3年以内で課程博士になる。豊橋技術科学大学の場合は、博士後期課程入学後6年以内が課程博士の条件という表現になっている。
一方、東京医科歯科大学では2010年（平成22年）以降原則として論文博士を受け付けていない。同大学院では、医歯学系研究科医歯学系や保健衛生学研究科だと単位取得満期退学後4年以内に学位申請資格が認定された場合、医歯学系研究科生命理工学系や生命情報科学教育部では同退学後3年以内の認定の場合が、論文博士の条件の一つになっている。